# Ilse Crawford
Ilse Crawford (1962) is een Brits interieurontwerpster. 

## Biografie
Ilse Crawford groeide in haar kindertijd op in Notting Hill als de dochter een redacteur. Vanaf haar 7 jaar ging ze bij haar grootouders wonen. Crawford studeerde geschiedenis aan het Bedford College. 
Na even gewerkte te hebben bij architecten ging ze werken voor magazines Elle Decoration (hoofdredactie), Bare-magazine. Van 1998 tot 2001 was ze werkzaam voor Donna Karan om dan in 2001 haar eigen studio, StudioIlse, te starten. 
In 2000 richtte Crawford aan de Design Academy Eindhoven de afdeling Man and Well-Being op. In 2019 stopte de samenwerking tussen haar en DAE. Daarnaast publiceerde ze ook 3 boeken.

## Oeuvre
Een selectie van enkele werken van haar kan je hieronder aantreffen.
- Soho House-club in New York, samen met Harman Jablin Architects
- Babington House in Babington
- Duddell's restaurant in Hong Kong

## Publicaties
- Sensual Home: Liberate Your Senses and Change Your Life. (1997)
- Home is Where the Heart is? (2009)
- A Frame for Life: The Designs of StudioIlse (2014)

## Erkentelijkheden
- 2014 - lid van de Orde van het Britse Rijk
- 2017 - Netflix-documentaireserie Abstract: The Art of Design (reek 1, episode 8)
- 2021 - Commandeur van de Orde van het Britse Rijk